# Bagrat Ier d'Abkhazie
Bagrat Ier d’Abkhazie  (en géorgien : ბაგრატ I ; mort vers 894) est un roi d’Abkhazie de la dynastie des Antchabadzé de 882 à 894.
Bagrat II est le fils cadet du roi Démétrius II d'Abkhazie. Après que l’usurpateur Ioané Schavliani s'est emparé du trône, il s’enfuit à Constantinople où il demeure jusqu’en 882. Avec l’appui des forces byzantines, il revient en Abkhazie, dépose et tue Adarnassé, prince  Schavliani, le fils et successeur de l’usurpateur, et épouse sa veuve qui est la fille de Gouaram V de Tao-Klarjéthie.
Bagrat Ier tente alors en vain de développer son influence en Tao-Klarjéthie en soutenant notamment son beau-frère Narsès Ier, mort en 888 dans sa tentative pour prendre le pouvoir. 
De son union sont issus :
- une fille, qui épouse Mouschel (mort en 924), fils du roi Smbat Ier d'Arménie ;
- Constantin III.

## Sources
- Cyrille Toumanoff, Les dynasties de la Caucasie chrétienne de l'Antiquité jusqu'au XIXe siècle : Tables généalogiques et chronologiques, Rome, 1990, p. 74-75 et 535.
- Marie-Félicité Brosset, Histoire de la Géorgie.
- Nodar Assatiani et Alexandre Bendianachvili, Histoire de la Géorgie, Paris, l'Harmattan, 1997, 335 p. [détail des éditions] (ISBN 2-7384-6186-7, présentation en ligne).